# Ivka (inslagkrater)
Ivka is een inslagkrater op de planeet Venus. Ivka werd in 1985 genoemd naar Ivka, een Servo-Kroatische meisjesnaam.
De krater heeft een diameter van 14,9 kilometer en bevindt zich ten westen van Lunang Vallis in het quadrangle Lakshmi Planum (V-7).